# Étangs de Neych
Les étangs de Neych sont un ensemble de petits étangs des Pyrénées, en Ariège, situés dans la vallée de Siguer entre 1 986  mètres et 2 026  mètres d'altitude.

## Géographie
Sur le territoire de la commune de Siguer, le cirque lacustre des étangs de Neych est niché sur le flanc Nord du Pic des Redouneilles (2485 m). Il est séparé de l'étang des Redouneilles des vaches, par la crête rocheuse constituée par les pics de Cancel (2 421 m) et de Neych (2 408 m).

## Histoire
Une cabane de bergers et des troupeaux ajoutent une touche pastorale à ce site peu fréquenté et très sauvage.